# 이정신
이정신(李正信, 1991년 9월 15일 ~ )는 대한민국의 가수 및 배우이다. 음악 그룹 씨엔블루의 멤버이다.

## 학력
- 낙민초등학교
- 정발중학교
- 정발고등학교

## 활동
- 4인조 그룹 씨엔블루(CNBLUE)의 멤버로, 랩과 베이스를 맡고 있다. 또한 팀 안에서 Untouchable이라는 타이틀을 가지고 있으며, 1월 11일 씨엔블루 중 4명 중 3번째로 티저가 공개되었다. 티저 공개 후 1월 14일 음반 발매 및 쇼케이스를 시작으로 한국에서의 가수 활동을 시작하였다.
- 씨엔블루의 같은 멤버인 정용화가 MBC 《우리 결혼했어요》에 출연할 때, 가끔 출연하면서 정신친구라는 별명을 얻기도 하였다. 2011년에는 포미닛의 "Heart To Heart" 뮤직비디오에 출연하였다.

## 음반 외 활동

### 뮤직 비디오
- 포미닛 - "Heart To Heart"
- 오영결 - "네 사랑을 기다려"

### 진행
- 2015 ~ 2016년 : Mnet 《엠카운트다운》 MC

### 드라마
- 2012년 KBS2 주말드라마 《넝쿨째 굴러온 당신》 - 방말숙의 소개팅남 역 (특별출연)
- 2012년 KBS2 주말드라마 《내 딸 서영이》 - 강성재 역
- 2013년 KBS2 특별기획드라마 《칼과 꽃》 - 시우 역
- 2014년 SBS 월화드라마 《유혹》 - 나홍규 역
- 2015년 KBS2 수목드라마 《고맙다, 아들아》 - 장시우 역
- 2016년 tvN 불금불토스페셜 《신데렐라와 네명의 기사》 - 강서우 역
- 2017년 SBS 월화드라마 《엽기적인 그녀》 - 강준영 역
- 2018년 OCN 월화드라마 《애간장》 - 강신우B 역
- 2018년 OCN 주말드라마 《보이스 2》 - 이재희 역
- 2022년 tvN 금토드라마 《별똥별》 - 도수혁 역
- 2024년 SBS 금토드라마 《7인의 부활》 - 황찬성 역

### 웹예능
- 2024년 유튜브 《집대성》- 게스트

### 광고
- 2010 ~ 2011년 교복 - 스쿨룩스
- 2010 ~ 2011년 화장품 - 홀리카홀리카
- 2010년 의류 - NII
- 2010년 휴대폰 - 소니에릭슨 엑스페리아 X10 mini
- 2011, 2012, 2013년 패션 - 뱅뱅
- 2012년 Health & Beauty - CJ 올리브영
- 2012년 외식 - T.G.I.프라이데이스
- 2012년 태블릿PC - 삼성 갤럭시노트 10.1
- 2013년 스포츠 - 프로스펙스

## 수상 및 후보
| 연도 | 시상식                       | 부문                   | 작품                    | 결과 |
| ---- | ---------------------------- | ---------------------- | ----------------------- | ---- |
| 2012 | KBS 연기대상                 | 남자 신인상            | 내 딸 서영이            | 후보 |
| 2013 | 제49회 백상예술대상          | TV부문 남자 신인연기상 | 내 딸 서영이            | 후보 |
| 2016 | 제1회 아시아 아티스트 어워즈 | 드라마부문 뉴웨이브상  | 신데렐라와 네 명의 기사 | 수상 |
| 2017 | SBS 연기대상                 | 남자 신인상            | 엽기적인 그녀           | 후보 |
| 2024 | SBS 연기대상                 | 시즌제 부문 조연상     | 7인의 부활              | 후보 |